# 윤영웅
윤영웅(1996년 8월 30일 ~ )은 대한민국의 가수다.

## 방송
- 청춘스타 (2022) - Top58

## 음반
- 청춘스타 Part5 (2022)
- 니가 없는 날 (2023)